# 友知駅
友知駅（ともしりえき）は、かつて北海道根室市（開業当時は根室支庁花咲郡歯舞村）に存在した根室拓殖鉄道の駅（廃駅）である。

## 歴史
- 1929年（昭和4年）10月16日 - 根室拓殖軌道の駅として開業。
- 1945年（昭和20年）4月1日 - 根室拓殖鉄道の駅となる。
- 1959年（昭和34年）6月20日 - 根室拓殖鉄道廃止により廃駅。

## 駅周辺
根室交通バス納沙布線友知バス停留所がある

## 隣の駅
根室拓殖鉄道
根室拓殖鉄道線
根室駅 - 友知駅 - 沖根婦駅
- 沖根婦駅との間には、共和学校仮乗降場があった。